# Róðrarfelagið Knørrur
Róðrarfelagið Knørrur (RK) er en roforening i Torshavn. Foreningen blev stiftet 28. februar í 1985 og har ni både. 
Juniorbåden Úlvur, femmandefarerne Jallurin, Pílur og Tambar, seksmandefarerne Jarnbardur og Herningur, ottemandefareren Knørrur og timandefarerne Ormurin Langi og Kongurin. Foreningens både er blå med færøsk stævne og bærer alle navn efter kvædet om Ormen Lange.
Katrin Olsen, som har roet for Danmark til Sommer-OL 2008, har før roet med Jarnbardur, en af Róðrarfelagið Knørrur's både. I 2012 har hun roet enkelte gange med båden Herningur, som er den gamle Jarnbardur, den skiftede navn, da foreningen købte en ny Jarnbardur.

## Billeder
- Roerne fra tre af Róðrarfelagið Knørrur's både, som vandt medaljer ved Jóansøka 2012 i Vágur.
- Knørrur, 8mannafar (8'er)
- Ormurin Langi, 10mannafar (10'er)
- Tambar, 5mannafar (5'er, med 6 roere)
- Kaproning, piger under 15 i fimmannafar (5'er), Norðoyastevna 2012.